# Фальц-Фейни

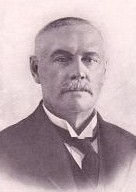
Фрідріх Едуардович Фальц-Фейн

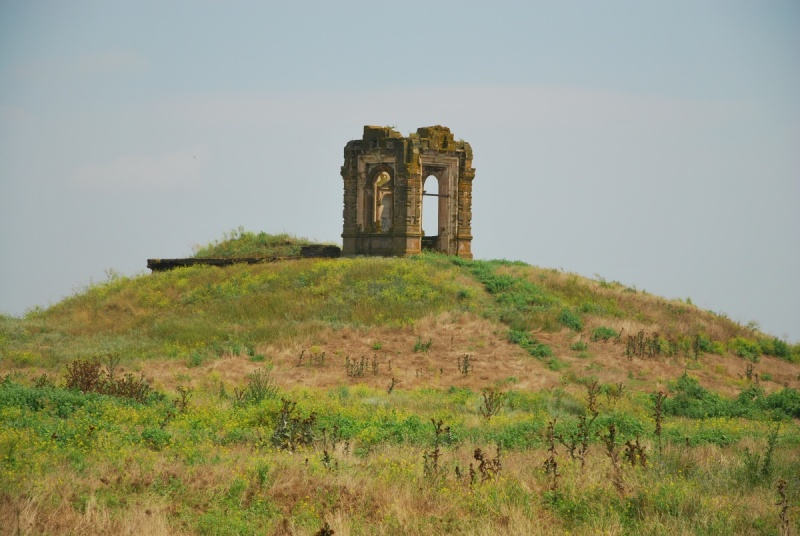
Склеп родини Фальц-Фейнів у с. Новочорномор'я Голопристанського району Херсонської області

Фальц-Фейни — великі землевласники у Таврійській губернії.

## Родина Фальц-Фейн
З середини XIX століття володіли 200 тис. десятин землі в Дніпровському й Мелітопольському повітах. У їхніх економіях випасалося 200—400 тис. овець, розводили племінних коней — усе це становило основу великого підприємницького господарства.
Фрідріх Едуардович Фальц-Фейн (1863–1920) заснував у 1883 заповідник «Асканія-Нова». У напівпустому степу виростив сад, організував зоопарк, акліматизував десятки видів диких тварин і птахів, звезених з усіх континентів планети.
1914 року імператор Микола II надав родині Фальц-Фейн спадкове дворянство за наукові заслуги.
Після жовтневого перевороту 1917 родина Фальц-Фейн емігрувала до Німеччини.
1921 року «Асканію-Нову» проголошено державним заповідником.

### Едуард Олександрович Фальц-Фейн
Барон Едуард Олександрович Фальц-Фейн мешкав у князівстві Ліхтенштейн. Багато уваги приділяв меценатству, зокрема поверненню культурних цінностей у країни, звідки вони колись були вивезені. Його діяльність торкнулася й України: на кошти Едуарда фон Фальц-Фейна побудована церква в Гаврилівці, колишньому маєтку батьків; виділив кошти на реставрацію садиби Фальц-Фейн в «Асканії-Новій» та став одним із засновників Фонду «Асканія-Нова»; передав НАН України бібліотеку Сержа Лифаря. Нагороджений українськими орденами князя Ярослава Мудрого IV та V ст., орденами «За заслуги» I та II ст., Почесною відзнакою Президента України.